# الالفین
الفین کتابی کلامی و حاوی دو هزار دلیل بر رد عامه و اثبات تشیع است.

## محتوای کتاب
الالفین الفارق بین الصدق والبین فی امامة أمیر المؤمنین عنوان یکی از مهمترین کتب کلامی شیعه امامیه‌است پیرامون اصل امامت. این کتاب در یک مقدمه دو مقاله و یک خاتمه توسط علامه حلی نوشته شده‌است.. وی در این کتاب برای اثبات امامت علی بن ابیطالب ۱۰۰۰ دلیل و در رد مخالفان نیز ۱۰۰۰ دلیل دیگر ارائه کرده‌است.

## محل نگارش کتاب
علامه حلی این کتاب را در ایران و در کرمانشاه نوشته است.

## تکمیل اثر
الفین توسط فرزند علامه یعنی فخرالمحققین حلی در سال ۷۵۴ تکمیل شده‌است.